# Drosophila decemseriata
Drosophila decemseriata är en tvåvingeart som beskrevs av Friedrich Georg Hendel 1936. Drosophila decemseriata ingår i släktet Drosophila och familjen daggflugor. Inga underarter finns listade i Catalogue of Life.
Artens utbredningsområde är Brasilien.